# El Nuevo Herald

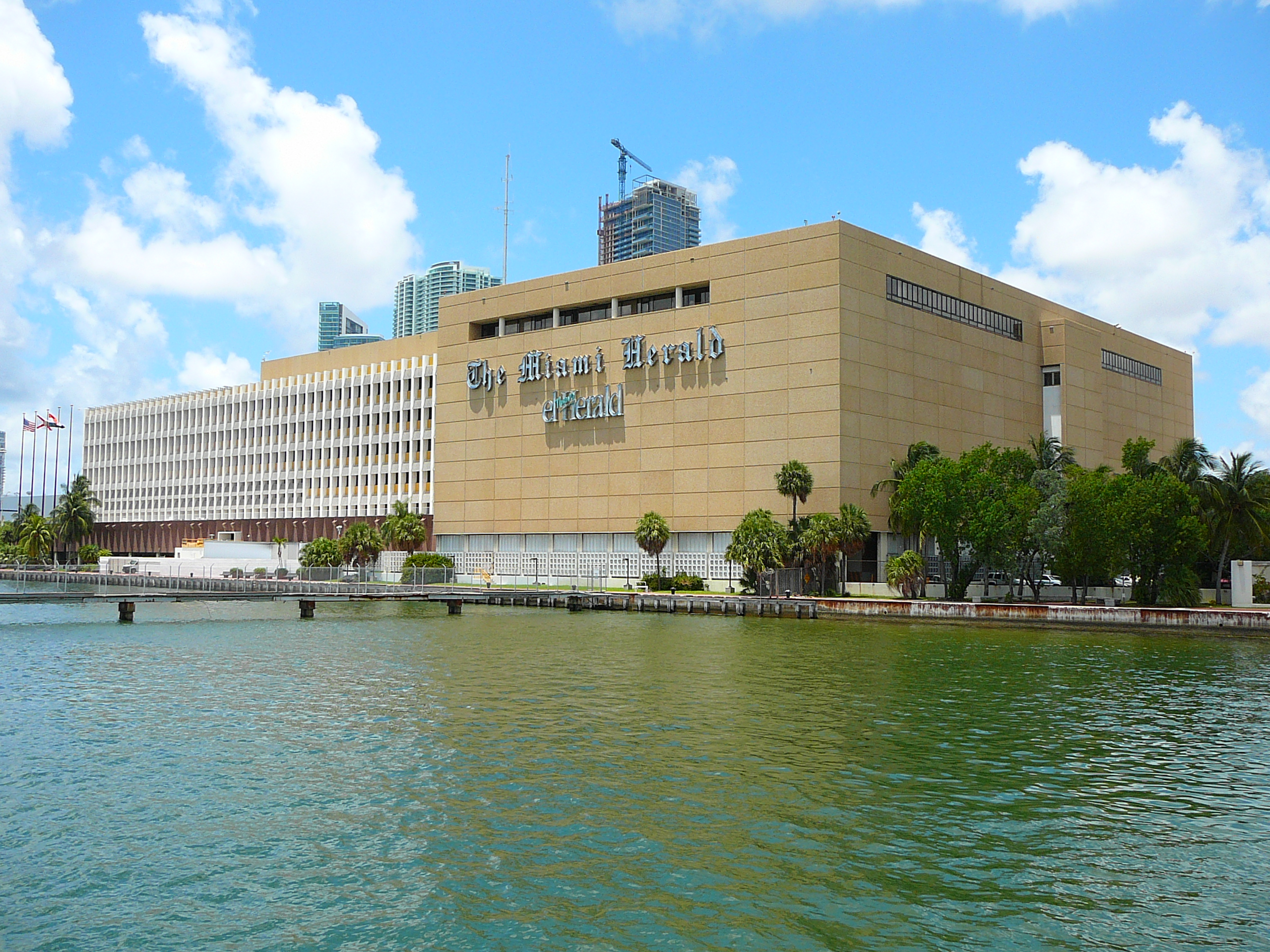
Ancien bâtiment du Miami Herald et du El Nuevo Herald

El Nuevo Herald est un quotidien de langue espagnole fondé en 1977 à Miami. Propriété de The McClatchy Company, il tire à 86 898 exemplaires en semaine et 98 261 exemplaires le dimanche.
Le journal est principalement destiné à la communauté cubaine de Miami. Il se montre particulièrement hostile au gouvernement communiste cubain.